# Попытка военного переворота в Пакистане (1995)
Попытка военного переворота в Пакистане произошла в сентябре 1995 года. Группа консервативно настроенных пакистанских офицеров готовила заговор против демократически избранного премьер-министра Беназир Бхутто.

## Предыстория
После трагической гибели в авиакатастрофе генерала Зия-уль-Хака, в Пакистане в первые за 10 лет были проведены демократические выборы. На них победила партия ПНП, и Беназир Бхутто стала премьер-министром страны. Однако, многие пакистанские военные поддерживали политику радикальной исламизации генерала Зии и были категорически против демократических преобразований в стране.

## Заговор
В сентябре 1995 года 36 армейских офицеров (все сунниты), были арестованы на стадии подготовки заговора. В планы заговорщиков входило уничтожение политической и военной элиты страны, проведение радикальных исламских реформ. Генерал-майор Захирул Ислам Аббаси (который возглавлял этот заговор) получал денежные средства из неизвестного источника, оружие для заговорщиков он привёз из Дарра-Адам-Хеля.

## Последствия
Генерал-майор Аббаси скрылся от пакистанских властей и сейчас возглавляет радикальное исламское движение Azmat-e-lslam, тесно сотрудничает с Аль-Каидой. По его утверждениям, он активно вербует сторонников среди призывников вооружённых сил Пакистана.